# Velperweg e.o.
Velperweg e.o. (voluit: Velperweg en omgeving) is de formele naam voor een wijk bestaande uit de Velperweg en omliggende buurten in de Nederlandse stad Arnhem. Het karakter van de wijk wordt gedomineerd door vooroorlogse bebouwing met relatief veel villa's. Daarnaast kent ze ook hier en daar naoorlogse bebouwing met flats en eengezinswoningen. Aan de Velperweg bevinden zich verder verscheidene kantoorcomplexen.

## Buurten
De volgende buurten maken deel uit van de wijk:
- Velperweg-Noord
- Molenbeke
- Fabrieksterrein Enka
- Plattenburg
- Angerenstein
- Paasberg

## Vitesse
Op 14 mei 1892 werd Vitesse (her-)opgericht als cricketclub. Als speellocatie werden de weilanden, nu een sportpark met tennisbanen, nabij de Molenbeekstraat uitgekozen. Enkele maanden later verhuisde de club naar het terrein van de IJsclub achter de Boulevard Heuvelink. 

## Foto's

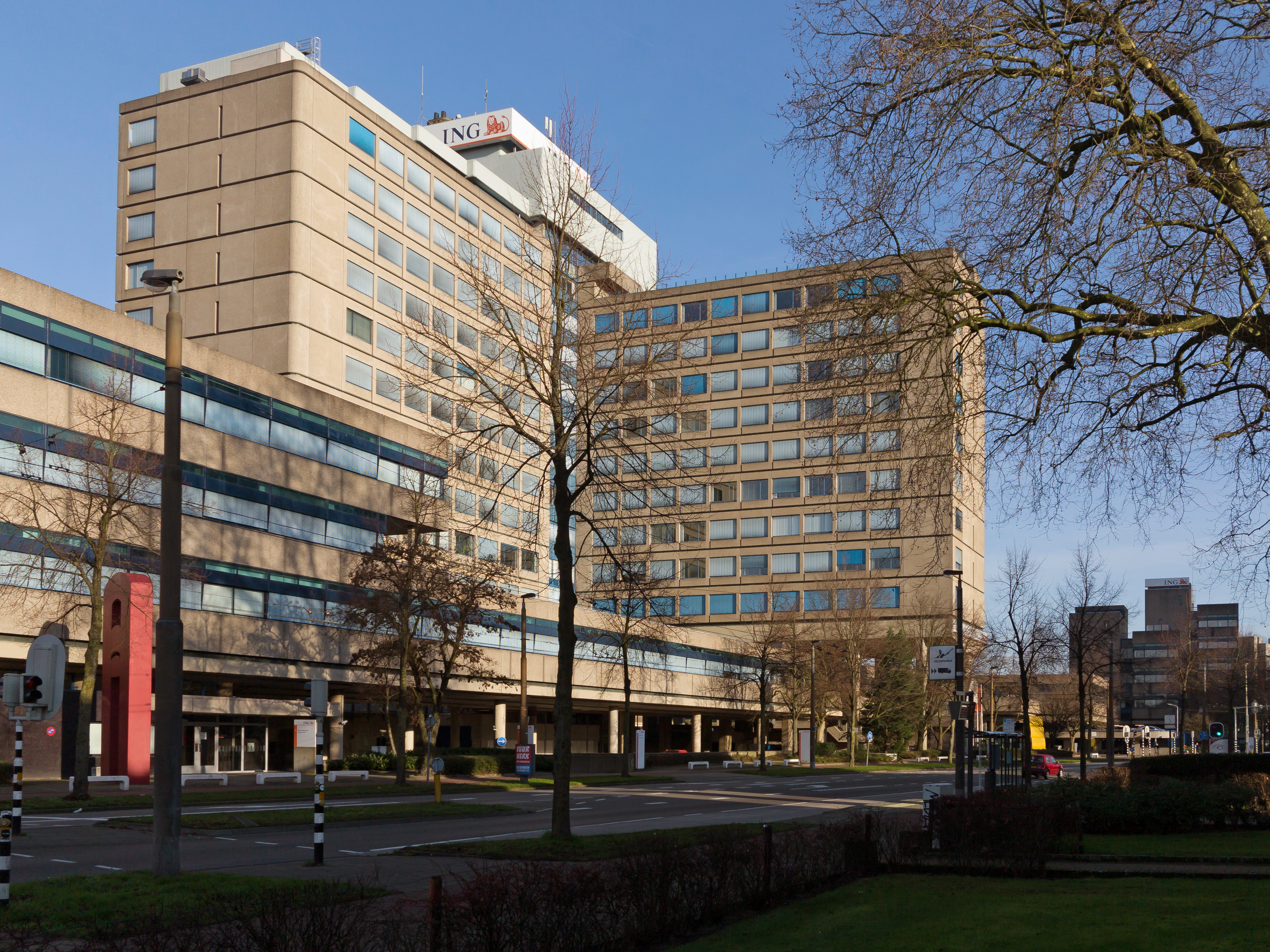
Kantoorgebouw ING aan de Velperweg
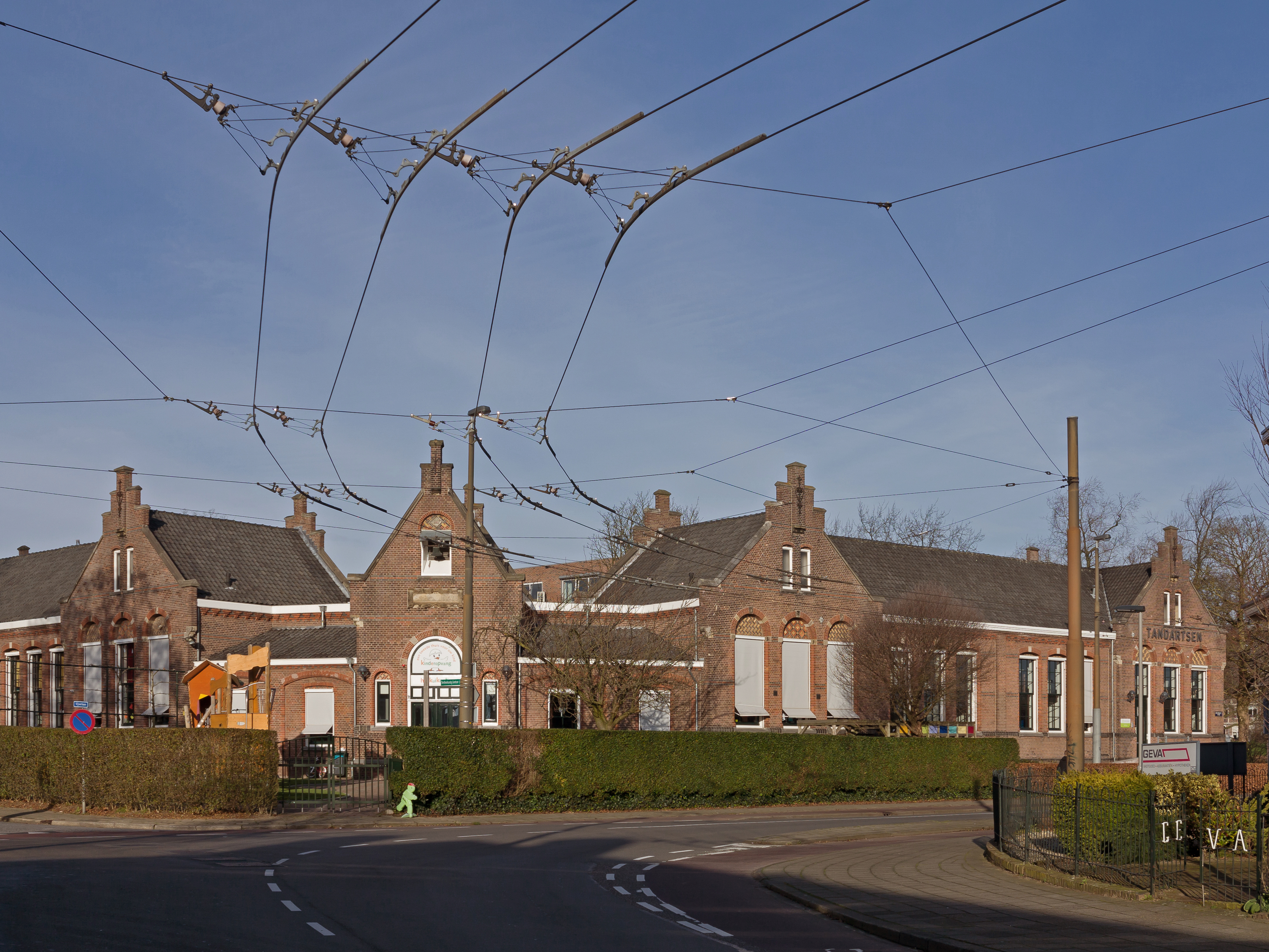
Kruising Rosendaalseweg-Raapopseweg
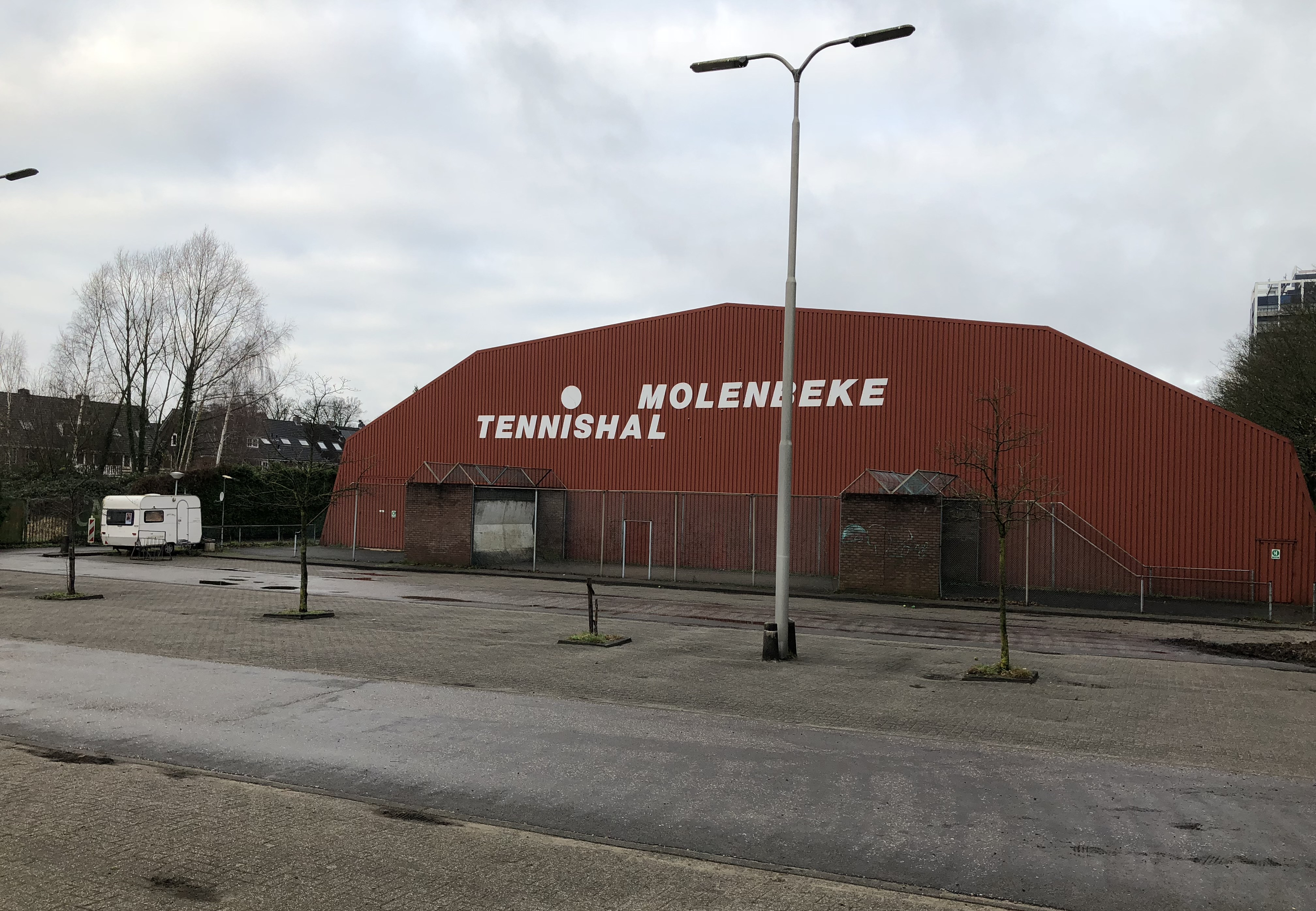
Sportpark Molenbeke